# جيمي هاريس
جيمي هاريس (بالألمانية: Jamie Harris) (و. 1963 – م) هو ممثل من المملكة المتحدة. ولد في وايت تشابل.

## وصلات خارجية
- جيمي هاريس على موقع IMDb (الإنجليزية)
- جيمي هاريس على موقع قاعدة بيانات الأفلام العربية
- جيمي هاريس على موقع ألو سيني (الفرنسية)
- جيمي هاريس على موقع أول موفي (الإنجليزية)
- جيمي هاريس على موقع بوكس أوفيس موجو (الإنجليزية)
- جيمي هاريس على موقع قاعدة بيانات الأفلام السويدية (السويدية)
- جيمي هاريس على موقع قاعدة بيانات الفيلم (الإنجليزية)
- جيمي هاريس على موقع كينوبويسك (الروسية)